# 스토리 (영화)
스토리(Kahaani, Story)는 인도에서 제작된 수조이 고쉬 감독의 2012년 드라마, 스릴러 영화이다. 비드야 발란 등이 주연으로 출연하였다.

## 출연

### 주연
- 비드야 발란

### 조연
- 파람브라타 차테르지
- 나와주딘 시디퀴
- 드리티먼 카터지